# Soyuz TMA-16M
Soyuz TMA-16M là một chuyến bay đến Trạm Vũ trụ Quốc tế vào năm 2015. Nó vận chuyển ba thành viên của đoàn Expedition 43 đến trạm. Soyuz TMA-16M là chuyến bay thứ 125 của tàu vũ trụ Soyuz, chuyến đầu tiên được phóng vào năm 1967.
Phi hành gia Scott Kelly và Mikhail Korniyenko đã thực hiện lần lưu trú một năm đầu tiên tại Trạm vũ trụ, trở về trên chuyến Soyuz TMA-18M.

## Phi hành đoàn
| Vị trí             | Phi hành gia phóng lên | Phi hành gia trở về                                                                                           |
| ------------------ | --- | --- |
| Chỉ huy            | Gennady I. Padalka, Roscosmos - Thành viên phi hành đoàn Expedition 43 - Chuyến bay vũ trụ thứ 5 và cuối cùng                                          | Gennady I. Padalka, Roscosmos - Thành viên phi hành đoàn Expedition 43 - Chuyến bay vũ trụ thứ 5 và cuối cùng |
| Kỹ sư chuyến bay 1 | Mikhail B. Korniyenko, Roscosmos - Thành viên phi hành đoàn Expedition 43 - Thành viên lưu trú một năm trên ISS - Chuyến bay vũ trụ thứ 2 và cuối cùng | Andreas E. Morgensen, ESA - Chuyến bay vũ trụ đầu tiên                                                        |
| Kỹ sư chuyến bay 2 | Scott J. Kelly, NASA - Thành viên phi hành đoàn Expedition 43 - Thành viên lưu trú một năm trên ISS - Chuyến bay vũ trụ thứ 4 và cuối cùng             | Aidyn A. Aimbetov, KazCosmos (Cơ quan Vũ trụ Quốc gia Kazakhstan) - Chuyến bay vũ trụ đầu tiên                |

### Phi hành đoàn dự phòng
| Vị trí             | Phi hành gia                   |
| ------------------ | ------------------------------ |
| Chỉ huy            | Aleksey N. Ovchinin, Roscosmos |
| Kỹ sư chuyến bay 1 | Sergei A. Volkov, Roscosmos    |
| Kỹ sư chuyến bay 2 | Jefferey N. Williams, NASA     |

## Những điểm nhấn trong phi vụ

### Phóng, gặp gỡ và kết nối
Soyuz TMA-16M đã phóng thành công trên tên lửa Soyuz-FG từ Sân bay vũ trụ Baikonur ở Kazakhstan lúc 19:42 UTC vào thứ Sáu, ngày 27 tháng 3 năm 2015. Tàu vũ trụ đạt quỹ đạo Trái Đất thấp khoảng chín phút sau khi phóng. Sau khi thực hiện các thao tác tiếp cận trạm, Soyuz đã kết nối mô-đun Poisk của Trạm Vũ trụ Quốc tế khoảng sáu giờ sau khi phóng, lúc 1:33 UTC ngày 28 tháng 3.
Soyuz TMA-16M ở lại ISS phục vụ như một phương tiện thoát hiểm khẩn cấp cho đến ngày 12 tháng 9 năm 2015, khi nó đưa Padalka, Andreas Mogensen và Aydyn Aimbetov trở về Trái Đất. Chuyến bay này trước đây được lên kế hoạch chở ca sĩ Sarah Brightman, một du khách không gian, nhưng chuyến bay của Brightman được thông báo đã bị hủy vào tháng 5 năm 2015.

### Chuyển nơi kết nối
Tàu vũ trụ Soyuz TMA-16M đã được chuyển từ mô-đun Poisk sang mô-đun dịch vụ Zvezda vào ngày 28 tháng 8 năm 2015, sẵn sàng mô-đun Poisk cho chuyến bay Soyuz TMA-18M.

### Rời trạm và trở về Trái Đất
Soyuz TMA-16M đã rời khỏi ISS lúc 21 giờ 29 phút UTC ngày 11 tháng 9 năm 2015, chở Gennady Padalka của Roscosmos và các thành viên phi hành đoàn đến thăm trạm Andreas Mogensen của ESA (Cơ quan Vũ trụ Châu Âu) và Aidyn Aimbetov của Cơ quan Vũ trụ Kazakhstan. Phi hành đoàn đã hạ cánh an toàn tại Kazakhstan lúc 00:51 UTC ngày 12 tháng 9 năm 2015, chỉ hơn ba giờ sau khi rời ISS.

## Bộ sưu tập

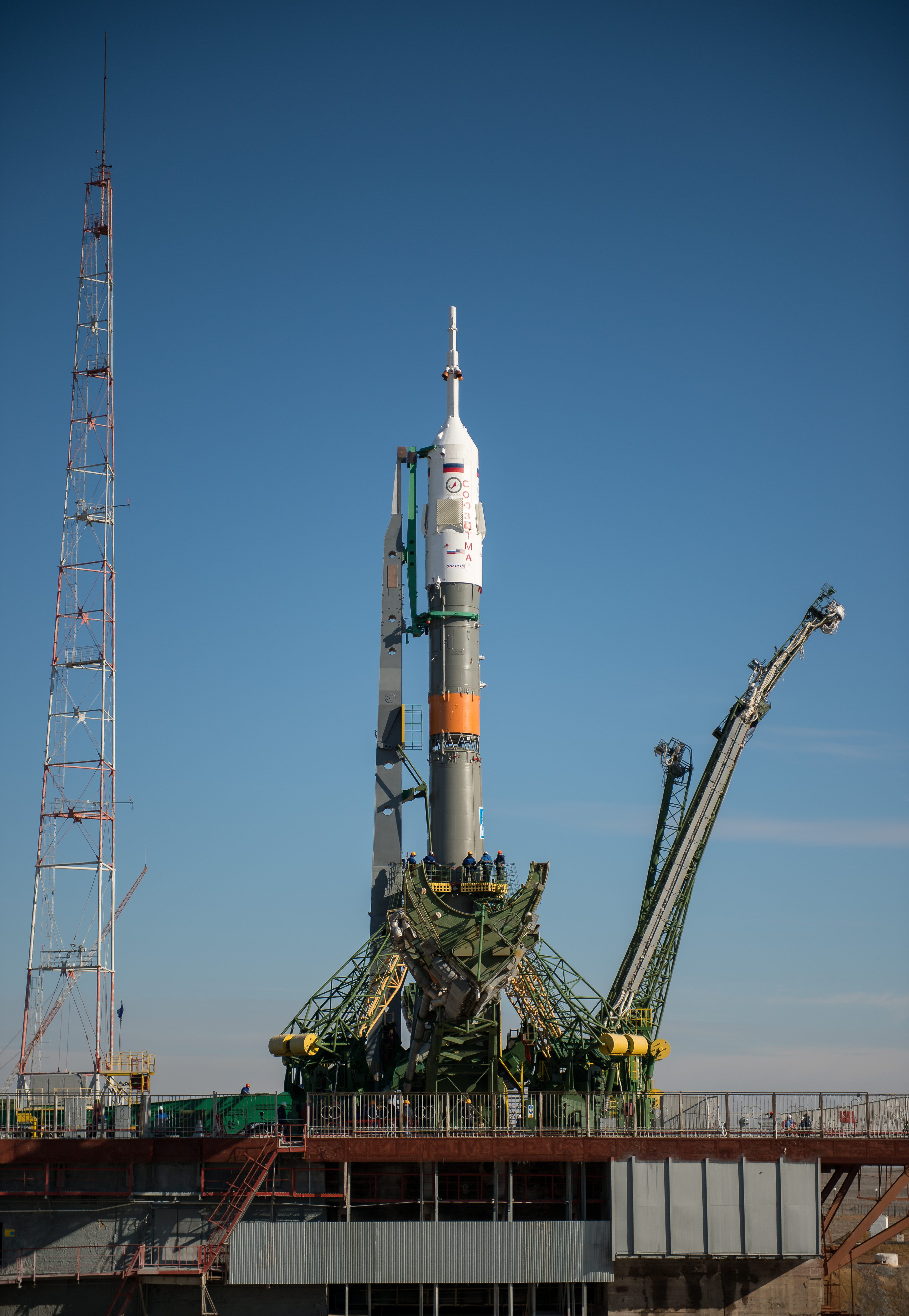
Tên lửa Soyuz-FG chở tàu Soyuz TMA-16M sau khi được dựng lên bệ phóng.
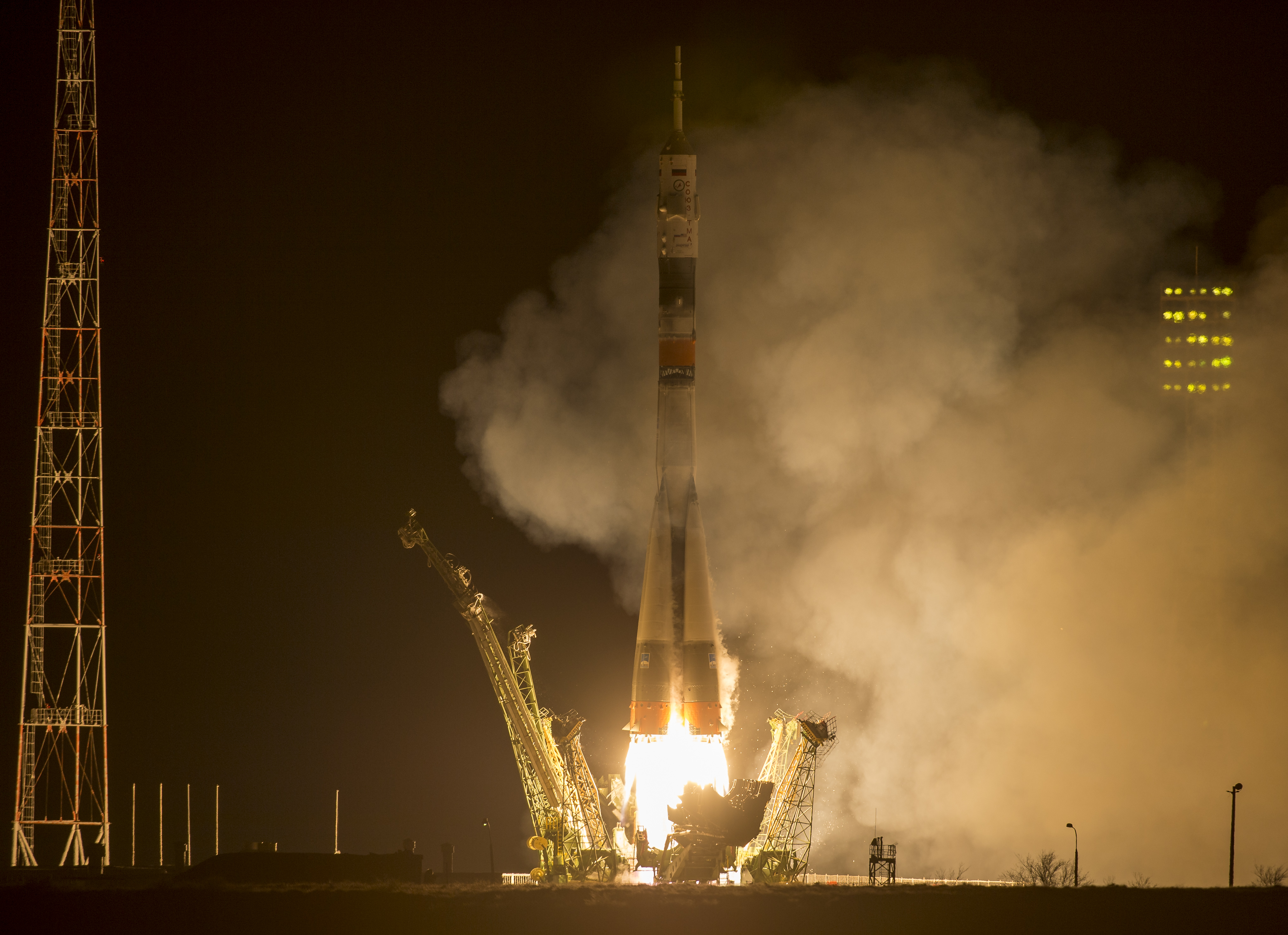
Soyuz TMA-16M phóng từ Sân bay vũ trụ Baikonur.
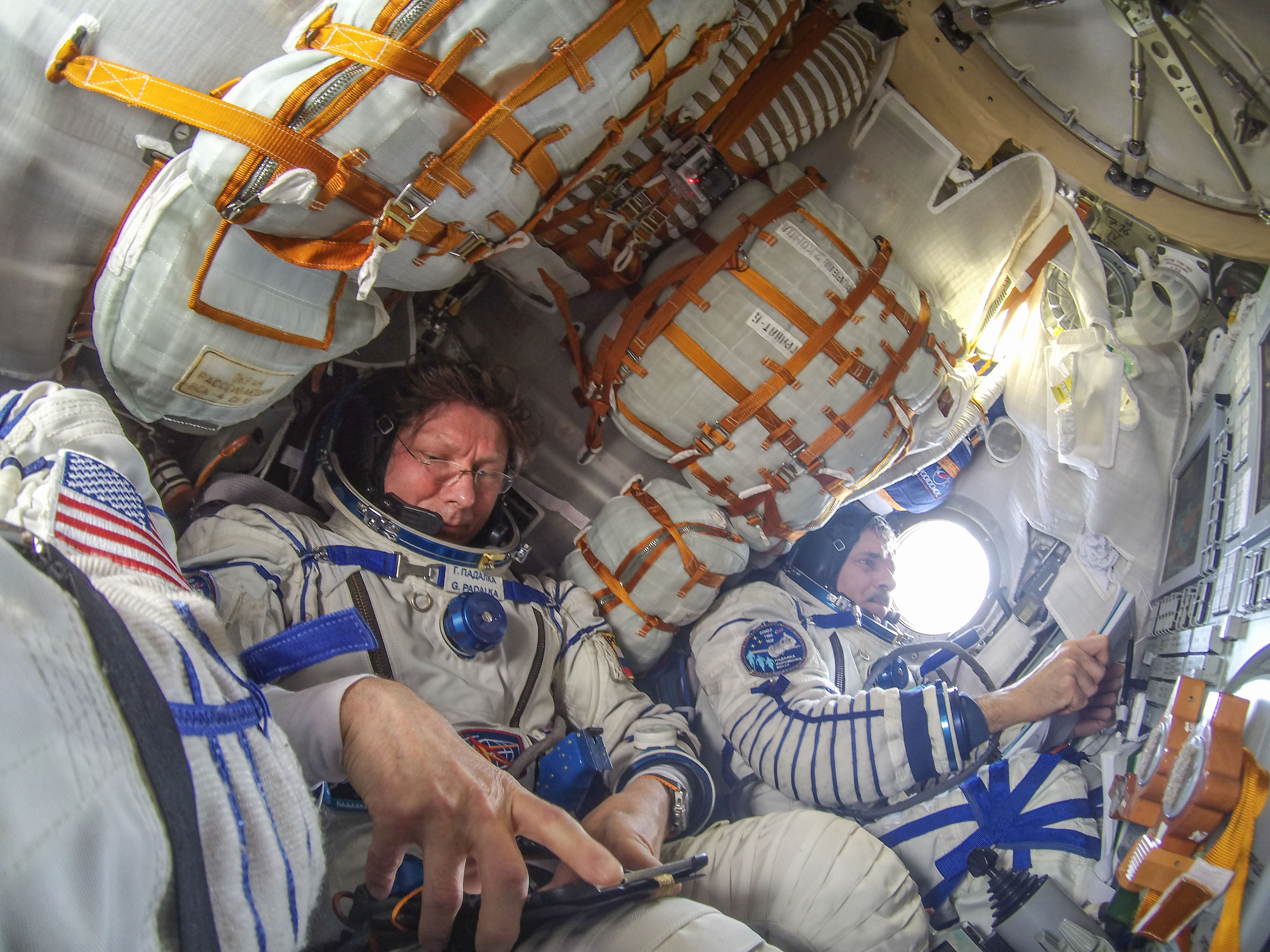
Korniyenko (phải), Padalka (giữa) và Kelly (trái) bên trong tàu vũ trụ trước khi di dời tàu từ mô-đun Poisk sang mô-đun Zvezda.
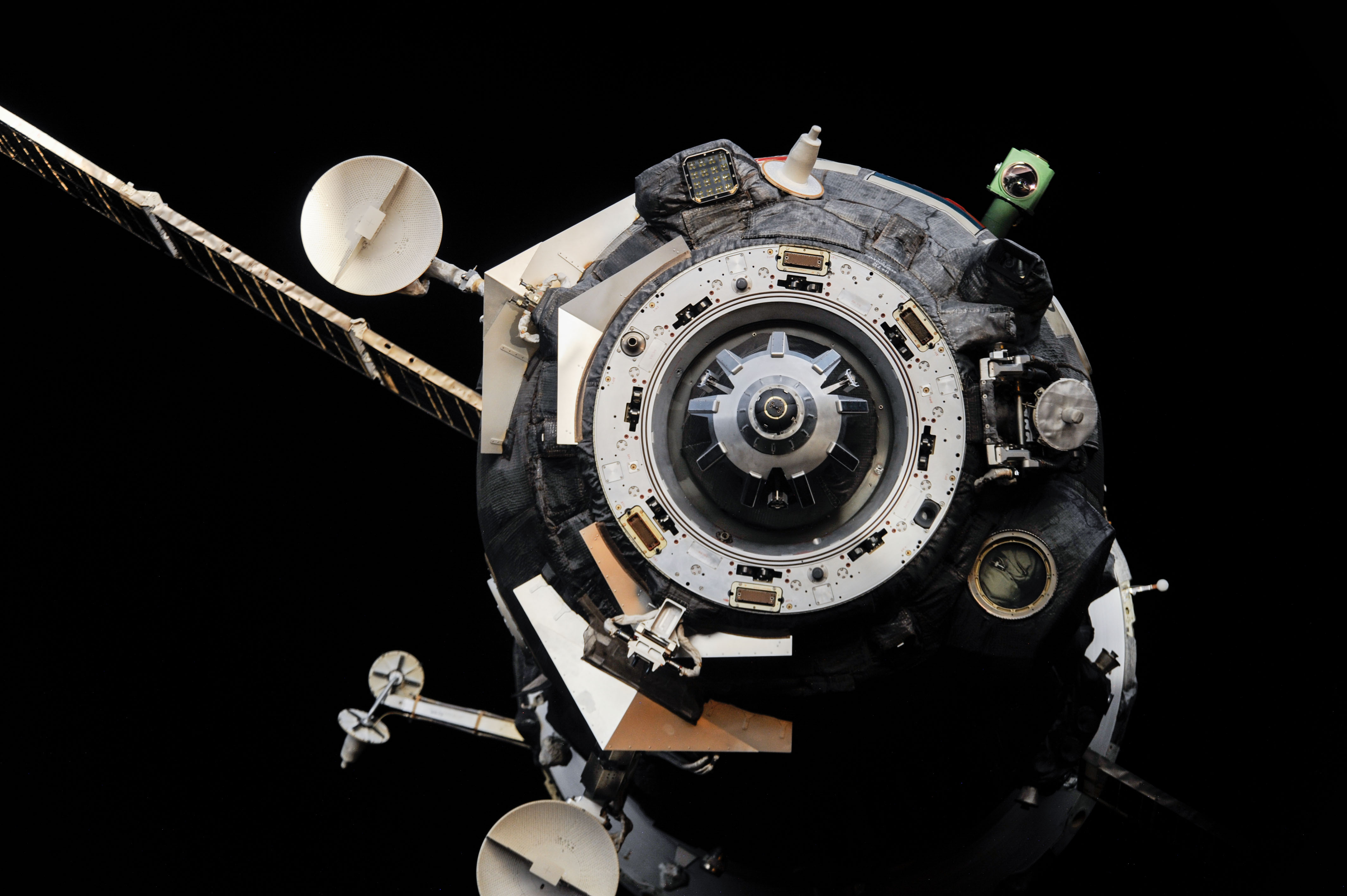
Tàu Soyuz TMA-16M rời ISS.
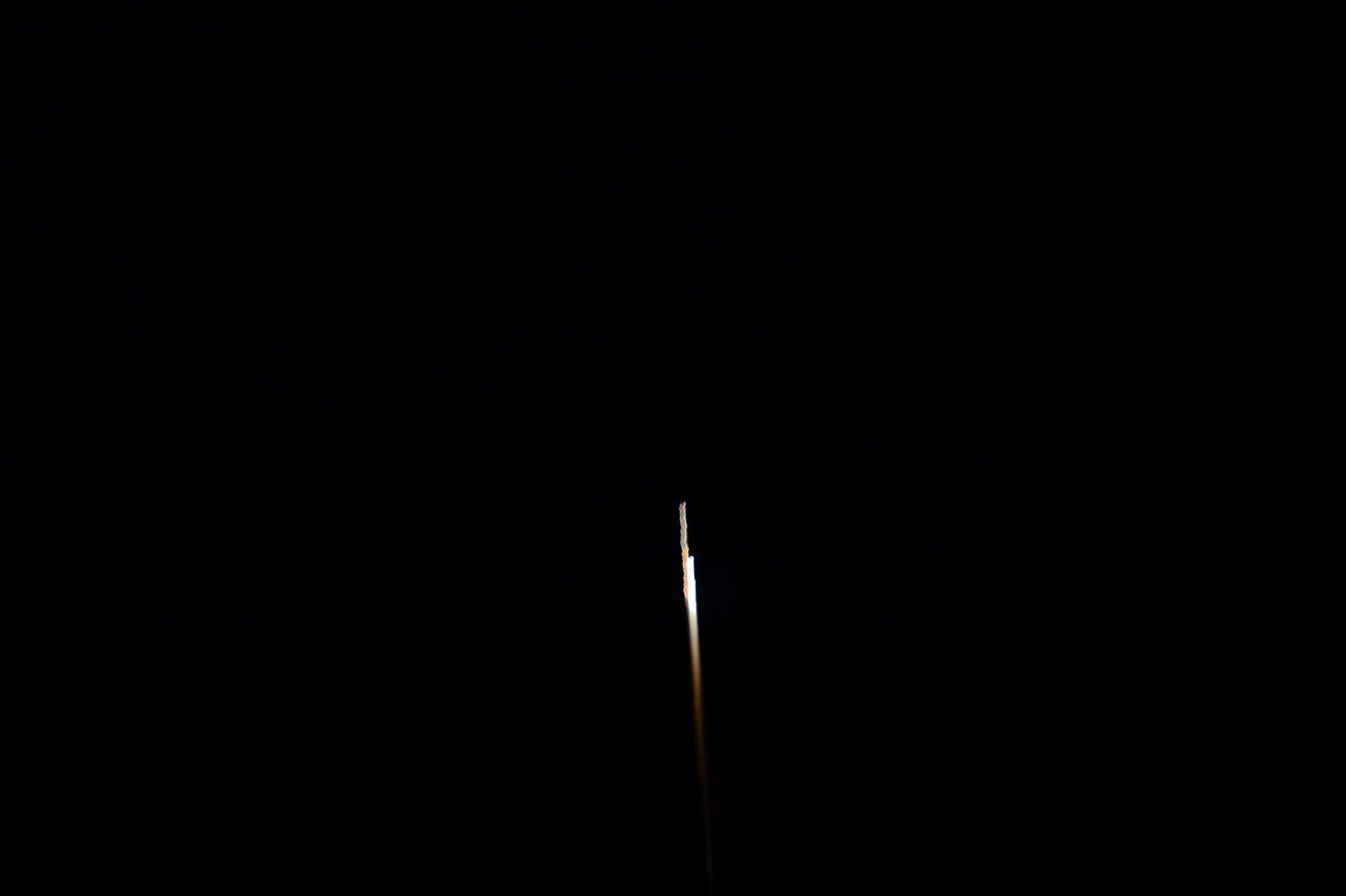
Soyuz TMA-16M trở về Trái Đất, nhìn từ ISS.